# Faro de la Punta Doublé
El Faro de la Punta Doublé (en francés: Phare de la Pointe Doublé) está situada en el extremo noreste de la isla de La Désirade, un territorio administrado por Guadalupe que es a su vez un departamento de ultramar de Francia en el mar Caribe.
El faro es una torre blanca, con la parte superior de color rojo. Fue construida cerca de una estación meteorológica.
Fue automatizado en 1972.
Se encuentra en una reserva natural y marina administrada por la Oficina Nacional de Bosques (Office national des forêts -ONF).